# Ковальов Олександр Володимирович
Олекса́ндр Володи́мирович Ковальо́в (15 серпня 1980 — 5 липня 2014) — прапорщик, Державна прикордонна служба України, учасник російсько-української війни.

## Життєпис
Народився 1980 року в місті Новоазовськ. З дитячих років займався спортом, захоплювався фотосправою, різьбив по дереву, тримав голубів. Від 2000 року служив на кордоні. Старший технік — начальник групи технічних засобів відділу прикордонної служби «Маріуполь», Донецький прикордонний загін, місце дислокації — Сєдове.
5 липня 2014 року загинув внаслідок обстрілу бойовиками — кількістю до 15 осіб, прибули на 2 маломірних плавзасобах — із мінометів та стрілецької зброї пункту технічного спостереження, котрий знаходився на узбережжі Азовського моря поблизу смт Сєдове.
Ковальов першим помітив вночі катери, прикордонники зайняли оборону. Атаку відбито, вісім бійців зазнали поранень.
Помер в лікарні, вдома залишилася донька 2009 р.н.
Похований в Новоазовську.

## Нагороди
15 липня 2014 року — за особисту мужність і героїзм, виявлені у захисті державного суверенітету та територіальної цілісності України, вірність військовій присязі під час російсько-української війни, відзначений — нагороджений орденом «За мужність» III ступеня (посмертно).